# Wim Schuijt
Wilhelmus Johannes (Wim) Schuijt (ur. 27 czerwca 1909 w Amsterdamie, zm. 13 kwietnia 2009 w Zeist) – holenderski polityk, dziennikarz i filolog, wieloletni deputowany krajowy i europejski, działacz ruchu oporu podczas II wojny światowej.

## Życiorys
Pochodził z rodziny robotniczej. Początkowo pracował w fabryce, następnie po odbyciu kursu wieczorowego jako nauczyciel. W 1941 ukończył studia romanistyczne na Uniwersytecie Amsterdamskim, w 1946 obronił doktorat z zakresu literatury i filozofii na Uniwersytecie w Utrechcie. Podczas II wojny światowej był publicystą i redaktorem naczelnym podziemnego pisma „Christofoor” o orientacji chrześcijańsko-progresywnej, a także działaczem ruchu oporu. Po 1946 był współpracownikiem naukowym komisji parlamentarnej badającej działalność władz państwowych podczas II wojny światowej. Kontynuował pracę jako dziennikarz, od 1952 do 1956 korespondent Katholieke Radio Omroep i „De Tijd” w Paryżu. Został redaktorem naczelnym powiązanego z KVP magazynu „De Opmars”, był także autorem książek poświęconych m.in. Francji. Do 1968 pełnił funkcję wiceprezesa międzynarodowego ruchu pacyfistycznego Pax Christi, działał także w Światowym Ruchu Federalistycznym.
Wstąpił do Katolickiej Partii Ludowej, był jej rzecznikiem ds. międzynarodowych. Pełnił funkcję deputowanego Tweede Kamer (1956–1971, z dwoma przerwami) oraz Eerste Kamer (1971–1977), od 1958 do 1977 oddelegowany do Parlamentu Europejskiego. Pomiędzy 1970 a 1972 radny miejski Hagi.
Był żonaty z Ante Boom, mieli czworo dzieci.

## Odznaczenia
Odznaczony m.in. Medalem Wolności (1953), Orderem Lwa Niderlandzkiego III klasy (1968), Orderem Palm Akademickich II klasy, Legią Honorową V klasy oraz Orderem Zasługi Republiki Włoskiej III klasy.